# Mission jésuite en Chine

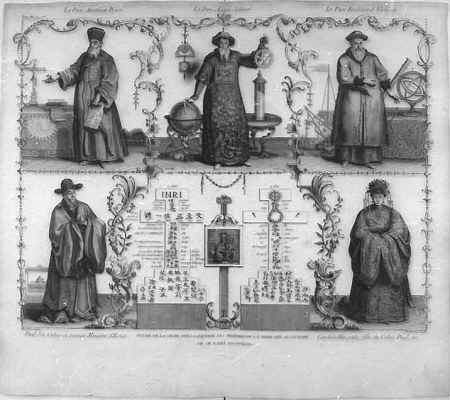
Les pères Matteo Ricci, Adam Schall, Ferdinand Verbiest, Paul Siu, colao ou Premier ministre d'État, Candide Hiu, petite-fille du Colao Paul Siu.

La Mission jésuite en Chine débute en 1582 quand les premiers prêtres de la Compagnie de Jésus sont arrivés dans le pays ; elle s'est interrompue en 1773, avec la dissolution de l'Ordre. Dans un contexte et avec une approche apostolique très différents, les jésuites sont revenus en Chine en 1841.
Encouragés par l'approche missionnaire inculturée lancée par Alessandro Valignano et comprenant qu'ils ne seraient acceptés en Chine que comme sages, lettrés et savants, Matteo Ricci et ses successeurs s'initièrent en profondeur à la langue et civilisation chinoises. Leurs contributions scientifiques leur ouvrirent également les portes du palais impérial. Au-delà d'une simple « stratégie missionnaire », les jésuites se sont pris à admirer et apprécier la culture chinoise. La sympathie acquise auprès des autorités permit le travail missionnaire dans les campagnes. Au départ libres de toute contrainte bureaucratique et romaine, ils adaptaient librement message et vie chrétienne à la sensibilité chinoise (catéchèse, langue, coutumes, architecture).
Leurs nombreuses lettres, où transparaissent admiration et sympathie pour la culture chinoise, circulèrent largement en Europe. Publiées en collection dans le volume des Lettres édifiantes et curieuses, elles eurent un grand succès et ouvrirent l'Europe à la Chine. Ces missionnaires sont les initiateurs, en quelque sorte, de la sinologie moderne.
Mais ces libertés prises avec les rites établis firent l'objet de très intenses critiques en Europe, débouchant sur la querelle des Rites et conduisant la Sacrée Congrégation pour la propagation de la Foi (Propaganda Fide) à émettre des directives très restrictives qui furent mal reçues. Craignant pour la survie même de leur communauté chrétienne (et les réactions politiques des autorités chinoises), des jésuites s'y opposèrent. Leur insoumission provoqua une vive controverse qui contribua au discrédit puis à la suppression de la Compagnie de Jésus à la fin du XVIIIe siècle.

## Missionnaires en Chine
Les plus anciennes traces de christianisme dans la civilisation chinoise sont le fait de chrétiens nestoriens du VIIe siècle, attestées par une stèle retrouvée en 1625 à Chang'an (Xi'An),.
Une première mission, franciscaine, est présente en Chine entre le XIIIe siècle et le XVIe siècle, durant la dynastie mongole des Yuan. À la suite de ses contacts avec le commissaire mongol Altigidaï, saint Louis a envoyé en Mongolie, en 1249, une délégation conduite par le dominicain André de Longjumeau. Lorsqu'elle arrive à la cour, l'empereur Güyük vient de mourir. Sa veuve, la régente Oghul Qaïmich reçoit avec satisfaction les cadeaux offerts par saint Louis, parmi lesquels figurent des reliques de la Vraie Croix. Il a rapporté des renseignements utiles, tant sur la rigoureuse neutralité en matière religieuse des Mongols que sur la présence de chrétiens nestoriens dans la haute administration et jusqu'aux abords du trône. En 1253-1254 les franciscains Guillaume de Rubrouck et Barthélemy de Crémone, munis d'une lettre de recommandation de Saint Louis, sont reçus à Karakorum par l'empereur Mongku dans le palais de sa fille préférée, Cirina, une chrétienne, puis visitent la Mongolie ; Guillaume de Rubrouck rédige à son retour le Voyage dans l'empire Mongol, qui est, avec celui d'un autre franciscain, Jean de Plan Carpin, l'une des rares sources que l'on possède sur la vie mongole au XIIIe siècle ainsi que sur l'éphémère capitale de l'empire. Ils sont antérieurs au voyage de Marco Polo en 1275-1291. Les Franciscains ont dû partir lorsque la dynastie a été renversée.[réf. nécessaire].

### La Compagnie de Jésus
La Compagnie de Jésus est fondée en 1540 par Ignace de Loyola. Le Nouveau Monde à découvrir (et coloniser) ayant été divisé, par le traité de Tordesillas (7 juin 1494), en deux zones d'influence, l'espagnole et la portugaise, le pape confie également aux deux rois le droit et devoir d'évangéliser les pays colonisés. C'est l'origine du système de patronage, dit Padroado, qui donne la mainmise du pouvoir politique sur les affaires religieuses dans les colonies. Quand il s'agit de l'Asie les premiers missionnaires voyagent naturellement avec les marchands portugais. Ainsi, vers le milieu du XVIe siècle, à la suite de saint François-Xavier, les jésuites sont présents dans les mers du sud-est asiatique, là où se trouvent les Portugais : Goa, Malacca, Macao ou encore le Japon. Les jésuites ne sont pas les premiers à Goa — les Augustins sont arrivés avant eux — mais dès 1542, le comptoir commercial portugais, et résidence du vice-roi, deviendra le point de départ pour des missions et explorations plus lointaines.

### L'organisation de l'ordre en Asie
La Mission jésuite en Orient est organisée en provinces, chacune dirigée par un provincial. Dans les premiers temps, tout l'Orient dépend de la province jésuite de Goa. De cette « province » dépendent les missions nationales, dirigées par un supérieur. Ensuite on trouve des évêchés et des diocèses. L'organisation évolue avec l'agrandissement et l'extension des territoires ouverts à la mission. Pour la Chine, le point d'entrée et base de repli en cas de persécution, est le territoire portugais de Macao.
Il existe un système d'inspection des missions : les provinces lointaines sont visitées régulièrement par des représentants du provincial. D'autre part, les missionnaires sont tenus d'écrire des rapports et des lettres annuelles. Ces documents sont utilisées en interne, pour évaluer le travail accompli et juger des besoins, mais aussi compilées, pour une publication au public. Des correspondances s'instaurent aussi avec les scientifiques et les intellectuels européens. Les missionnaires servent ainsi de fenêtre sur l'Orient pour l'Europe.

## Première mission jésuite en Chine

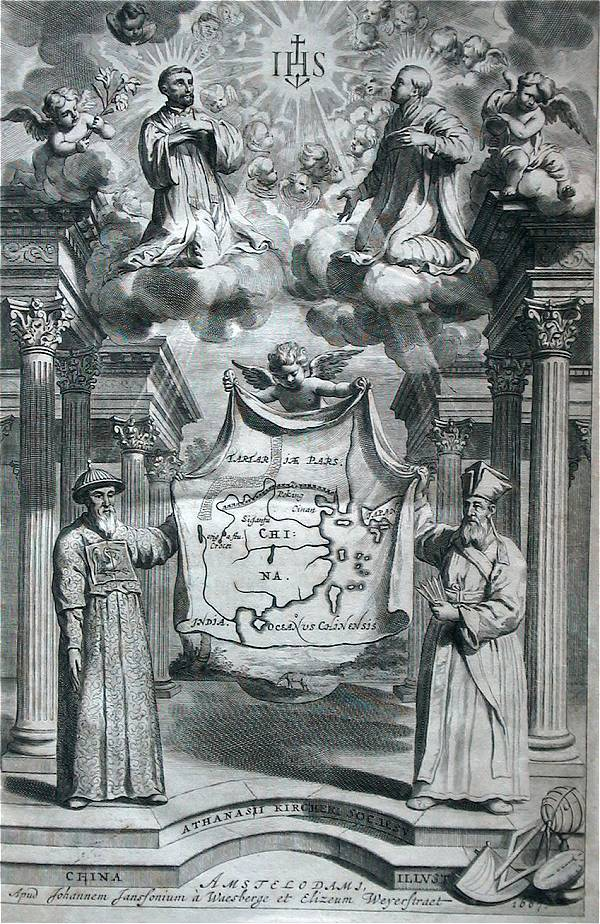
Frontispice de l'ouvrage d'Athanasius Kircher, China Illustrata (1667). L'image représente Adam Schall et Matteo Ricci déployant une carte de la Chine sous la protection de François Xavier et d'Ignace de Loyola.

Les jésuites, arrivés en 1582, voient se succéder plusieurs empereurs et surtout l'installation d'une dynastie mandchoue à la tête de la Chine en 1644. Les Ming, dynastie chinoise, font face à la dynastie mandchoue Qing, qui prend pied en Chine en 1644. Les Ming sont repoussés vers le sud et sont définitivement vaincus en 1661. L'attitude des différents empereurs varie. Les périodes de tolérance et de persécution alternent. La position n'est pas non plus la même face aux jésuites de la cour, aux Chinois convertis ou aux autres missionnaires dans les campagnes.

### L'arrivée des jésuites et les premiers contacts
La première église des jésuites à Macao est une structure en bois bâtie vers 1563.
Le 23 janvier 1576, par la bulle Super Specula Militantis Ecclesia, le pape Grégoire XIII  érige Macao en évêché suffragant de Goa, ayant juridiction sur la Chine et des pays voisins parmi lesquels Formose, les Philippines et le Japon, qui dépendaient jusqu'alors de Malacca. Le jésuite Melchior Carneiro en est nommé l'évêque.
Les premières classes de ce qui deviendra le collège Saint-Paul de Macao ouvrent en 1572 et en 1592 les effectifs atteignent déjà environ deux cents élèves.
En 1582, Michele Ruggieri et Matteo Ricci sont les premiers jésuites à obtenir la permission de s'installer en Chine. D'abord à Zhaoqing, alors siège du vice-roi du Guangdong et du Guangxi, Guo Yingping, Ricci sera ensuite progressivement autorisé à venir à Pékin où il arrive en janvier 1601 avec Diego de Pantoja. Leurs grandes compétences scientifiques autant que dans les sciences morale et philosophique leur attirent des amitiés parmi les lettrés et fonctionnaires de la cour impériale. Ricci en particulier est déjà suffisamment maître de la langue chinoise pour écrire pour eux un petit traité qui s'intitule : De l'amitié.
La période 1582-1610 correspond à la mise en place de la méthode Ricci, jusqu'à la mort de ce dernier. C'est la rencontre avec la civilisation et la culture chinoise. C'est aussi à ce moment que sont convertis les premiers lettrés. Il y a aussi beaucoup d'efforts de publication et de traduction de livres occidentaux. En 1610, Sabatino de Ursis prédit une éclipse non annoncée par les astronomes chinois, ce qui rehausse le prestige scientifique des jésuites.
Lorsque les jésuites arrivent à Pékin en 1601, la dynastie Ming touche à sa fin. L'empire est attaqué à ses frontières en Mongolie et, en même temps, il doit aider la Corée à repousser les attaques japonaises. De plus, parmi les Mandchous, il y a des signes d'agitation.[réf. nécessaire]

### L'expansion et l'apogée de la présence jésuite
Ensuite, de 1610 à 1705, le christianisme progresse lentement et les éléments qui conduiront à la Querelle des Rites se mettent en place.
Les jésuites ont gagné en prestige grâce à leur rôle dans la négociation diplomatique du Traité de Nertchinsk en tant que traducteurs. Ce nouveau prestige se combine à celui, sur le plan des sciences, des jésuites du Bureau d'astronomie de la cour impériale. Ces éléments permettent la création en 1692 de l'Édit de tolérance religieuse de Kangxi, second empereur de la dynastie Qing. Il est aussi réputé pour son ouverture d'esprit et pour son soutien aux intellectuels. Cet édit autorise les conversions au christianisme, annule les lois précédentes contre les missionnaires, et octroie le droit de bâtir des églises et de prêcher publiquement. Le Tribunal des Rites reconnaît aux Européens leur mérite dans leur travail et dévouement. Ainsi il n'agite plus le peuple contre une doctrine considérée par le passé comme dangereuse. Cependant cet édit n'a pas permis une conversion en masse.
Cette période marque aussi le début de la querelle des rites. Plusieurs points de discorde existent concernant les activités des jésuites en Chine, tels que les traductions, les usages et coutumes et ce qui lui donnera son nom : la place des rites confucéens, notamment ceux concernant les anciens très vénérés. Sont-ils des coutumes ou des superstitions, voire des croyances religieuses ?
En 1687, le père Le Tellier soutient les missionnaires jésuites en publiant une Défense des nouveaux chrétiens et des missionnaires de la Chine, du Japon et des Indes. La même année, une mission est menée par Jean de Fontaney. Les Nouveaux mémoires sur l'état présent de la Chine (1696) écrits à son retour par Louis Le Comte, membre de cette mission, suscitent un grand débat, qui va envenimer la querelle des rites. Un autre membre, Joachim Bouvet, rédige des ouvrages qui propagent le « goût de la Chine » en Europe.
En 1705, un incident avec l'empereur chinois conduit à la fin de l'expansion du christianisme en Chine.

### Le déclin et la première fin de l'ordre en Chine
Enfin la période qui va de 1705 à 1773 marque un déclin de la présence des jésuites. Plusieurs vagues de persécution frappent les missionnaires et les convertis, le christianisme est classé parmi les « sectes perverses et dangereuses ». Cette période se termine par la dissolution de l'ordre.
La visite de l'évêque Charles Thomas Maillard de Tournon, envoyé du pape, ne plaît pas à Kangxi, qui voit comme une menace la prérogative du pape sur les esprits chrétiens. Il annule les édits précédents en faveur des jésuites. L'empereur leur demande aussi d'accepter son interprétation de la bonne manière de comprendre les rites et cérémonies. Le résultat de la visite est pour les jésuites l'obligation de signer un billet, piao. Il signifie la reconnaissance du point de vue de l'empereur sur les rites ; si le missionnaire refuse il est expulsé de Chine. Mais l'Église menace d'excommunication les missionnaires reconnaissant une compatibilité entre le dogme catholique et les rîtes confucéens. La plupart des jésuites l'acceptent pour rester. Cette confrontation renforce le point de vue chinois selon lequel les étrangers doivent rester sous le contrôle strict de l'empereur.
Après cet épisode, le contrôle sur les jésuites augmente considérablement. À l'empereur Kangxi succède Yongzheng puis Qianlong, qui règne de 1736 à 1796. Il étend les frontières de l'empire chinois, mais est beaucoup plus ferme envers les Occidentaux, comme le montre l'épisode avec l'ambassadeur Macartney. Il continue également les persécutions contre les chrétiens.
Après la Querelle des Rites, les jésuites sont très mal perçus en Occident : ils ont violé un ordre papal et compromettent le dogme officiel. Les pays d'Europe interdisent peu à peu les jésuites pour cette hérésie, les missions à l'étranger sont peu à peu abandonnées, notamment celles en Chine où il fallait financer un niveau de vie élevé. Finalement le pape Clément XIV décrète la fin des missions jésuites avec le bref Dominus ac Redemptor en 1773. Les jésuites et les autres missionnaires commencent aussi à laisser place aux marchands et aux ambassades, qui s'intéressent à autre chose qu'au salut de l'âme des Chinois. Ceux-là seront eux-mêmes suivis par de nouvelles vagues de missionnaires.

## Les méthodes des jésuites: inculturation et controverses
Dès le début de la mission chinoise, les jésuites tentent d'appliquer les enseignements tirés de l'expérience de christianisation au Japon. Les conclusions principales sont qu'il est essentiel de s'adapter aux coutumes et usages locaux (inculturation) ou encore de rester neutre vis-à-vis de l'autorité. L'importance d'une bonne connaissance de la langue est aussi mise en avant. Les jésuites adoptent aussi des noms chinois (alors que les baptisés chinois reçoivent un nom chrétien). La priorité est donnée à la compréhension et à la traduction. Les jésuites passent aussi du temps à décrire la situation. Ils remarquent assez vite les trois « sectes » déjà présentes. De plus, le confucianisme leur semble être la doctrine chinoise la plus proche de la Vérité.

### Costume
Lors de leur arrivée en Chine, les jésuites portent le costume des bonzes, selon le modèle de ce qui se fait au Japon. Assez vite, vers 1594, Matteo Ricci demande l'autorisation de passer au costume de lettré. Ce dernier serait plus apte selon lui pour la conversion et éviterait les confusions. Ce choix est motivé par plusieurs facteurs. Tout d'abord, le statut des bonzes en Chine n'était pas aussi bon qu'au Japon et l'église bouddhique est contrôlée par l'État chinois (tout comme les autres religions officielles). Ensuite, il veut éviter toute confusion avec une quelconque secte bouddhique. Il est à remarquer que ce changement de costume se fait aussi au moment où Ricci traduit les Cinq Classiques confucéens en latin. Il lui semble alors que le rôle de lettré soit un meilleur vecteur. Il semblait aussi important de gagner l'estime populaire et des classes dirigeantes et donc montrer un rang social important, ce qui implique l'utilisation de beaux vêtements en soie, de palanquin, etc. Mais ces comportements sont perçus en Europe comme une offense à l'humilité par certains.

### La langue vecteur de conversion problématique
En sus des questions de coutumes et culture, se pose très vite le problème de la traduction des termes. Si l'on ne prend que l'exemple le plus direct, comment les jésuites peuvent-ils traduire Dieu en chinois ? Comment trouver un terme qui ne peut être confondu avec des concepts ou superstitions locales ? Au Japon, il existe des syllabaires et l'on peut créer des mots nouveaux. Mais pour le chinois, comment ajouter un nouveau mot, en évitant de récupérer un concept différent ? Ce même problème se retrouve pour tous les mots avec des significations abstraites, mais bien précises. Des significations proches existent mais elles proviennent souvent soit du confucianisme, soit du bouddhisme, ce qui leur donne des connotations bien particulières. Ces problèmes sont d'ailleurs une des facettes de la Querelle des Rites.

### Conversion par le haut
Les jésuites comptent convertir la Chine en passant par la conversion des lettrés et des élites plutôt que par celle de milliers de paysans. En effet, ils pensent qu'en convertissant les dirigeants, c'est le peuple entier qui suivra. Tous leurs efforts vont donc s'orienter vers les classes dirigeantes à tous les niveaux, de l'empereur aux cercles de lettrés. Une méthode longue à mettre en place et dont les résultats ne sont pas visibles rapidement. De plus dans la durée et face à plusieurs souverains, de personnalité assez forte (début de la dynastie mandchoue), l'effort est à recommencer sans cesse. Cette méthode s'oppose à celle d'autres ordres qui tentent de convertir directement le peuple, et qui obtiennent de bons résultats au niveau du nombre de convertis, mais qui subissent fréquemment les édits d'interdictions. Cette deuxième approche crée des réactions du gouvernement chinois, qui ne voit pas d'un bon œil la prédication au peuple. Cette différence sera aussi la source de conflits entre les différents ordres missionnaires.

### La science au service de la christianisation

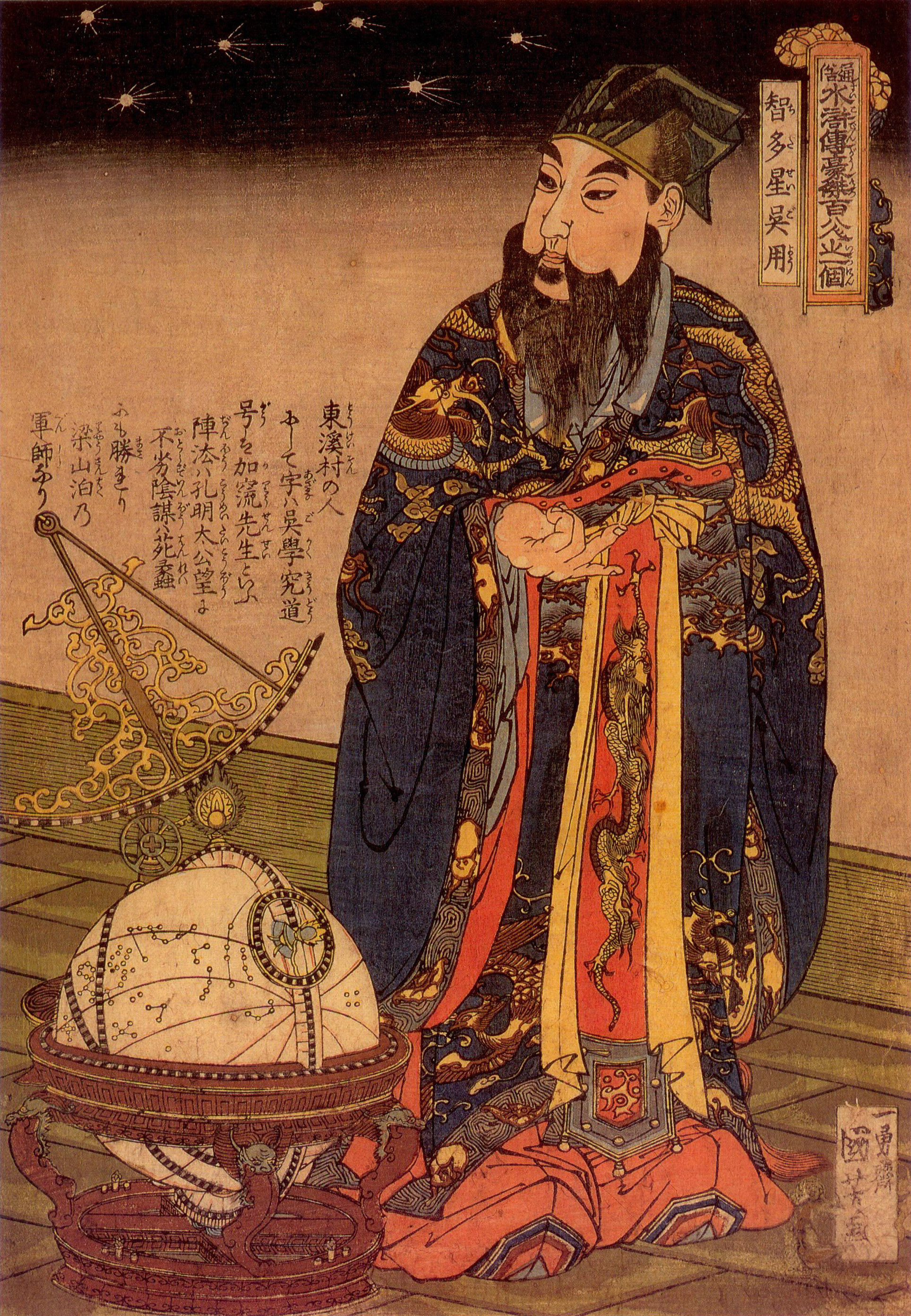
Astronome chinois en 1675.

Un autre stratagème utilisé par les jésuites consiste à mettre en avant leurs connaissances scientifiques. Ce n'est d'ailleurs pour eux qu'un simple moyen pour montrer la supériorité et la puissance du Dieu chrétien. Les « sciences célestes » produisent chez les Chinois une certaine confusion entre l'essentiel et l'accessoire. Les jésuites n'introduisent les Chinois aux sciences occidentales que parce qu'ils espèrent les utiliser comme un moyen pour convertir plus facilement l'élite. Alors que les Chinois groupent les deux volets des enseignements (religion et science), en donnant un poids égal aux deux approches.
Mais ces sciences doivent rester dans les limites de ce qui est compatible avec la vision chrétienne du monde. Cet aspect peut se retrouver dans l'astronomie lorsque les jésuites ont défendu longtemps le géocentrisme, car la théorie copernicienne contredisait les connaissances précédentes et les conceptions religieuses. On peut se demander quel effet a eu cet apport de connaissances nouvelles. En général, le niveau de connaissances était assez similaire. Et, avec les limites de la promotion des vraies innovations, on peut se demander si cet apport de connaissances a accéléré ou ralenti la science chinoise.

### Les missionnaires dans les Académies lettrées
Les Académies lettrées, shuyuan, sont des sortes de forums privés, où les lettrés se retrouvent pour des discussions de portée philosophique ou politique. Elles sont indépendantes et représentent différentes tendances. Pour Matteo Ricci, ces académies semblent être le lieu idéal pour atteindre les lettrés et les introduire à la religion chrétienne. La connaissance des Classiques y est une sorte de prérequis, et Ricci a le bagage suffisant. Il entre dans le jeu du débat d'idées. Les jésuites sont alors perçus comme des lettrés, et non des missionnaires. On peut aussi noter que cela crée de la confusion car des Chinois pensent que la doctrine présentée a été créée par eux-mêmes. De plus, ils se retrouvent dans un contexte de débats d'idées, où on ne s'attend pas à ce qu'une Vérité soit présentée telle quelle. De par ses connaissances, Ricci sait utiliser les textes classiques pour présenter et justifier la doctrine chrétienne. Ce qui permet des échanges mutuels d'arguments subtils. Il partage ainsi (en surface du moins) les mêmes repères. Il joue avec le contenu des Classiques et met en avant les passages qui l'avantagent et ignore discrètement les autres. Il tente de trouver des liens avec le christianisme ; d'autres jésuites après lui en feront même leur principal argument : le confucianisme et les Classiques ne sont qu'une mauvaise interprétation du christianisme puisque l'on peut retrouver des symboles chrétiens dans la civilisation chinoise. Ce courant de pensée et de recherches sera appelé figuriste.
Comme les jésuites remarquent très vite qu'il leur est indispensable de rester discrets en Chine, ils cachent leur but d'évangélisation. Cette attitude leur sera reprochée plus tard. D'ailleurs les détails de la religion ne sont communiqués qu'aux gens déjà en bonne voie d'être convertis, ce qui ajoute un aspect ésotérique supplémentaire. Les jésuites sont accusés de duplicité et d'avoir caché leur but réel.
Les lettrés qu'ils rencontrent comprennent-ils le but réel des jésuites ? Certains en tout cas dénoncent ce qu'ils appellent une doctrine vicieuse. Il existe par exemple un recueil d'écrits anti-chrétiens de huit volumes, daté de l'année 1639.

## Le retour des jésuites

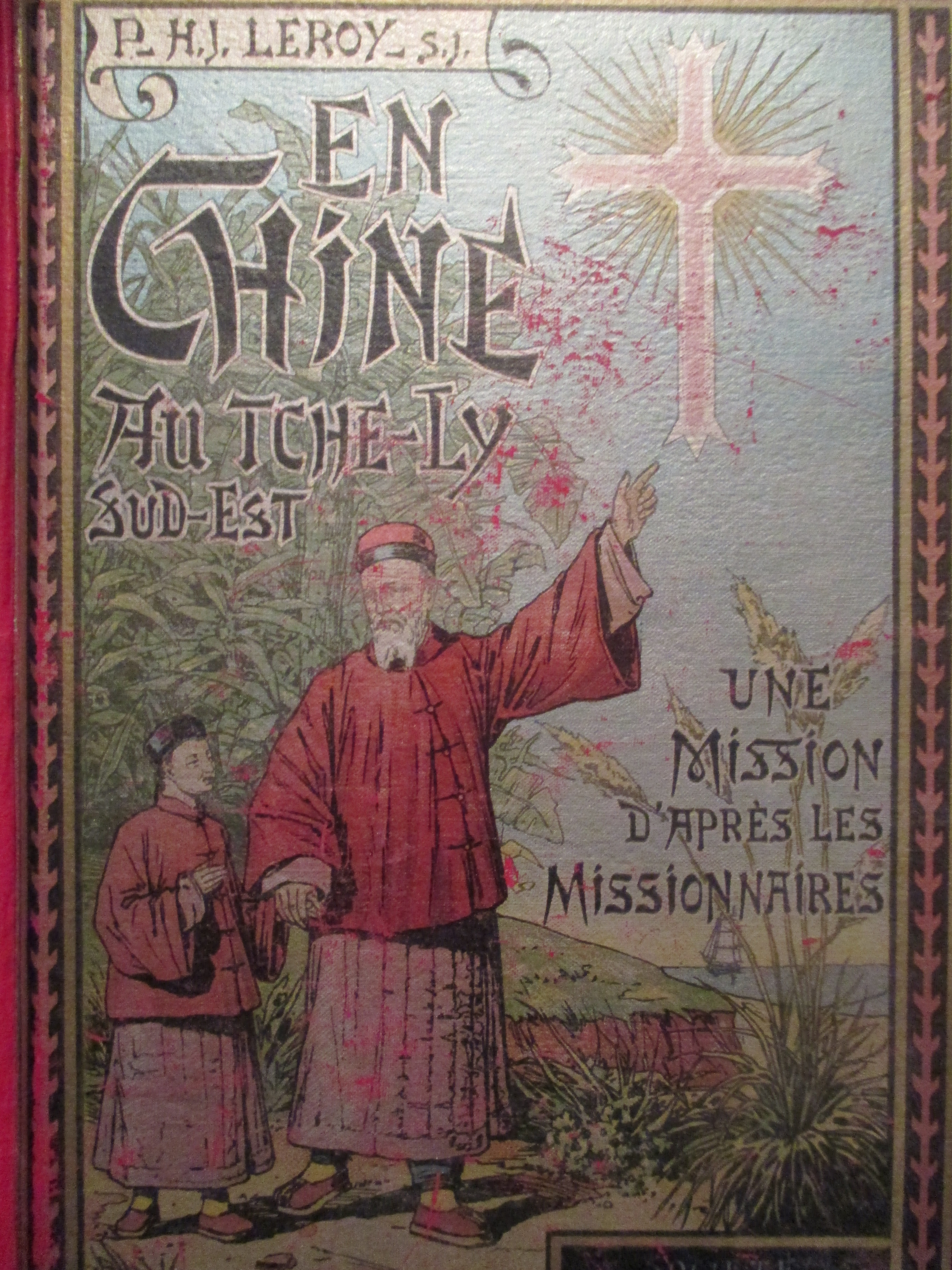
P. H.-J. Leroy, sj, En Chine au Tché-Ly Sud-Est, éd. Desclée de Brouwer, Bruges, 1900.

Le retour des jésuites en Chine a lieu officiellement en 1842 avec l'arrivée des pères François Estève (no), Claude Gotteland et Benjamin Brueyre, mais s'effectue dans un contexte fort différent que précédemment. Déjà des incursions étaient  effectuées clandestinement par d'autres congrégations (les dominicains, la Société des missions étrangères de Paris, par exemple) notamment à partir de l'Indochine dans un climat de persécution, surtout dans les provinces du Tché-Li (Zhili) et du Chen-Si (Shanxi) en 1838, en 1839 dans le Hou-Pé (Hubei), où l'on compte plusieurs martyrs, dans le Hou-Kouang (Huguang) et le Kouy-Tchéou (Guizhou) et celui du lazariste Jean-Gabriel Perboyre en 1840. Les jésuites en 1842 s'étonnent de retrouver certains acquis d'autrefois, mais la première guerre de l'opium et la rivalité commerciale franco-anglaise, ainsi que l'interdiction des jésuites en France changent la donne. Lagrenée obtient toutefois de la cour de Pékin la protection de la France pour les missions en 1845 à la suite du traité de Huangpu qui lui donne le droit de construire des églises et ouvrir des œuvres missionnaires. Les jésuites français achètent des terres à Zi-Ka-Wei (Xujiahui, aujourd'hui à Shanghai) et y installent une mission qui va prospérer pendant un siècle. Comme les autres sociétés ou congrégations concurrentes, ils construisent écoles, hôpitaux et orphelinats. La Chine est partagée par la congrégation de la propagande de la Foi en plusieurs vicariats apostoliques.
Au début du XXe siècle après la révolte des Boxers qui provoqua des dizaines de milliers de morts chrétiens (dont quatre jésuites canonisés par Jean-Paul II : Léon-Ignace Mangin, Modeste Andlauer, Rémy Isoré et Paul Denn) et où s'illustra le lazariste Mgr Favier dans la défense du Pé-Tang (Beitang) au cours des Cinquante-cinq jours de Pékin, la Compagnie de Jésus ne dispose que de deux vicariats apostoliques: le Kiang-Nan (Jiangnan) qui est immense et constitué de deux provinces, le Ngan-Sei (Anhui) et le Kiang-Sou (Jiangsu) ; et le second, le Tché-Ly Sud-Est (Zhili) dans le nord de l'Empire céleste, fondé par Mgr Languillat, autour de la résidence de Tchang-Kia-Tchouang (Zhangjiazhuang (en)). En 1900, ces vicariats regroupent 170 jésuites — tous Français — pour plus de 160 000 catholiques. La fameuse université l'Aurore ouvre ses portes en 1903. Elle va rayonner jusqu'en 1949. Le père Teilhard de Chardin y travaille pendant quelques années dans les années 1920, après un séjour à Tientsin (Tianjin). Le père Emmanuel Saguez de Breuvery y enseigne de 1937 à 1949 la géographie économique de la Chine et édite un bulletin économique et juridique : The Monthly Bulletin.
En 1949, c'est la victoire définitive du communisme en Chine, après des décennies de lutte armée. Toutes les congrégations et instituts chrétiens sont interdits. Les missionnaires étrangers sont expulsés, les communautés sont dissoutes et les religieux de nationalité chinoise sont renvoyés dans leur famille s'ils ne sont pas arrêtés et enfermés dans des camps de rééducation.

## Chronologie de la présence jésuite en Chine
- 3 décembre 1552 : saint François Xavier meurt sur l'île de Sancian, dans l'attente d'un bateau qui le conduirait sur le continent chinois.
- 1579 : Le franciscain Pedro de Alfaro célèbre la première messe à Canton.
- 1583 : Michele Ruggieri et Matteo Ricci entrent en Chine, et s'installent à Zhaoqing près de Canton, jusqu'en 1589.
- 1594 : Les jésuites adoptent l'habit des lettrés, Ricci termine la traduction des Quatre Livres.
- 1597 : Ricci est nommé supérieur de la Mission de Chine.
- 1601 : Prescrit impérial de Wanli ordonnant à Matteo Ricci de monter à Pékin et se présenter en personne avec des cadeaux.
- 1603 : Baptême de Xu Guangqi (Paul), lettré chinois.
- 1604 : La Mission de Chine est séparée de la juridiction de Macao
- 1610 : Baptême de Li Zhizao, Ricci meurt, Longobardo lui succède comme supérieur, 2500 chrétiens en Chine.
- 1615 : Autorisation d'utiliser le chinois classique pour les célébrations.
- 1616 : Rapport du vice-ministre des Rites de Nankin, Shen Que – premières persécutions des chrétiens en Chine.
- 1617 : Procès de Nankin, à cause du rapport
- 1626 : Découverte de la stèle nestorienne.
- 1633 : En Europe, les dominicains lancent l'offensive contre les jésuites, car ces derniers permettraient à leur convertis les rites de vénération des ancêtres (y compris Confucius).
- 1642 : Les jésuites construisent une église à Chongqing.
- 1664 : Oboi, le régent de Kangxi, fait emprisonner Adam Schall et les astronomes chrétiens pour incompétence et trahison.
- 1668 : Kangxi demande à Ferdinand Verbiest de vérifier les calendriers. Le jésuite y décèle des erreurs. Il est nommé directeur du Bureau de l'Astronomie.
- 1670 : En Europe, publication de La Chine Illustrée du père Athanasius Kircher.
- 1688 : Cinq jésuites français astronomes supplémentaires arrivent à Pékin.
- 1689 : Les jésuites contribuent à la signature du traité de Nertchinsk.
- 1690 : Le vicariat apostolique de Nankin est érigé.
- 1692 : Antoine Thomas obtient de l'empereur Kangxi l'édit de tolérance du christianisme (22 mars 1692).
- 1701 : Huit missionnaires de plus arrivent à Pékin.
- 1705 : Arrivée en Chine du légat pontifical Charles-Thomas Maillard de Tournon (envoyé par Clément XI) pour évaluer l'orthodoxie des « Rites chinois » (surtout le rite de la « vénération de Confucius et des ancêtres » considéré comme rite social par les jésuites). Manquant de tact et d'étiquette, Tournon offense gravement l'empereur.
- 1707 : Décret de Nankin : Tournon interdit les Rites chinois (interdiction confirmée par Clément XI en 1715, malgré une intervention directe de Kangxi).
- 1717 : L'édit de tolérance est révoqué par le même empereur Kangxi, mécontent de la décision papale.
- 1720 : Deuxième envoyé papal, Carlo Ambrogio Mezzabarba (it), pour tenter d'assouplir la position : quelques concessions sont faites qui ravivent la controverse sans obtenir la faveur de l'empereur.
- 1721 : Les missionnaires chrétiens sont bannis de l'empire. Seuls les hommes de science et savants au service de la cour peuvent rester.
- 1724 : Le gouvernement Qing rend le christianisme illégal et le déclare dans la catégorie « secte perverse et doctrine sinistre »
- 1735 : Publication de La Description de la Chine et Tartarie de Jean-Baptiste Du Halde.
- 1735 : Qianlong devient empereur – attitude négative vis-à-vis des chrétiens.
- 1742 : Benoît XIV révoque les concessions faites par Mezzabarba.
- 1746 et 1755 : Les persécutions contre les chrétiens vont croissant.
- 1773 : La Compagnie de Jésus est supprimée par Clément XIV. Joseph-Marie Amiot obtient que le travail des jésuites français à Pékin soit soutenu par le roi de France.
- 1793 : Décès à Pékin de Joseph-Marie Amiot, dernier survivant de la Mission jésuite en Chine.
- 1814 : La Compagnie est rétablie partout dans le monde par Pie VII.
- 1842 : Les jésuites reviennent en Chine : trois jésuites français arrivent à Zi-ka-wei (Shanghai).
- 1903 : Ouverture de l'université l'Aurore à Zi-ka-wei (Shanghai).
- 1937 : Le père Robert Jacquinot de Besange, professeur à l'université l'Aurore, crée à Shanghai une première « zone de sécurité démilitarisée » qui permet de sauver la vie à quelque 300 à 500 000 Chinois durant la Seconde Guerre mondiale[17]. Cette zone devint un modèle suivi en d'autres lieux et dont le principe est incorporé dans les conventions de Genève.
- 1939 : À la suite de consultations entamées dès 1935, Pie XII approuve les Rites chinois.

## Aujourd'hui
Par ailleurs, les instituts Ricci, dédiés à la langue et à la culture chinoise, ont été créés et développés depuis 1966 par des jésuites comme Yves Raguin, Claude Larre, Jean Lefeuvre, Edward Malatesta, Yves Camus, Luis Sequeira. Ils ont publié le Grand dictionnaire Ricci de la langue chinoise et ses dérivés.